# Asklepiadeische Strophe
Als Asklepiadeische Strophen wird in der antiken Verslehre eine Gruppe vierzeiliger Strophenformen bezeichnet, die durch die Verwendung zweier verwandter, im Kern chorjambischer Versmaße gekennzeichnet sind.

## Asklepiadeische Verse
Das erste der beiden Versmaße, der kleine Asklepiadeus (asclepiadeus minor; in metrischer Formelnotation mit asmi abgekürzt) besteht aus zwei durch Zäsur getrennten jeweils sechssilbigen Teilen. Der erste Teil besteht aus zwei Longa gefolgt von Chorjambus (—◡◡—), der zweite aus Chorjambus gefolgt von Breve und einsilbigem Versschluss. Das metrische Schema ist also:
——ˌ—◡◡— | —◡◡—ˌ◡◠

Beim zweiten Versmaß, dem großen Asklepiadeus (asclepiadeus maior; abgekürzt asma), wird zwischen die beiden Teile des kleinen Asklepiadeus ein weiterer Chorjambus gefügt:
——ˌ—◡◡— | —◡◡— | —◡◡—ˌ◡◠
Die Versmaße wurden von späteren Grammatikern nach dem um 300 v. Chr. lebenden ionisch-alexandrinischen Dichter Asklepiades von Samos benannt, sind jedoch schon wesentlich früher nachweisbar. Schon bei Alkaios im 7. Jahrhundert v. Chr. finden sich Belege, später bei hellenistischen Dichtern wie Theokrit oder Kallimachos. Die Versform erscheint sowohl in Lyrik als auch in der Tragödie und wird dabei sowohl stichisch als auch in Kombination mit anderen Versmaßen verwendet.
Bei den griechischen Autoren wird der Vers abweichend von der oben wiedergegebenen Form freier gehandhabt. Der Versanfang ist äolisch, d. h. die ersten beiden Verselemente zeigen metrische Ambivalenz und bilden die sogenannte äolische Basis (in metrischer Notation durch ○○ wiedergegeben), insbesondere das zweite Element erscheint öfters durch eine Kürze ersetzt. Auch die Zäsur tritt nicht so regelmäßig auf, manchmal entfällt sie oder erscheint nicht stets nach dem 6. Element. Man hat also
○○—◡◡——◡◡—◡◠
als griechische Form des kleinen Asklepiadeus.
In die lateinische Dichtung wurde der Vers von Catull und Horaz eingeführt. Vor allem von Horaz, der sich rühmt, die äolischen Versmaße in das Lateinische gebracht zu haben, wurde der Vers sehr häufig verwendet und in die klassische Form gebracht, insbesondere was die Stellung der Zäsuren betrifft.
So hat etwa Catull ähnlich wie die griechischen Dichter beim großen Asklepiadeus nur in der Hälfte der Verse beide Zäsuren, während sie bei Horaz ganz regelmäßig erscheinen.
Bei Catull (carmina 30) und bei Horaz (neben I,11 in den Oden I,18 und IV,10) wurde der große Asklepiadeus nur stichisch verwendet. Bei Prudentius erscheint er als Teil einer aus 2. Glykoneus, kleinem und großem Asklepiadeus gebildeten Strophe (gl/asmi/asma) in der praefatio seiner Hymnen.
Weitere Beispiele spät- bzw. nachantiker Verwendung asklepiadeischer Formen finden sich bei Hilarius von Poitiers, dann in Frankreich bei Pierre de Ronsard, in England bei Philip Sidney (Old Arcadia), William Collins (Ode to Evening) und John Milton. In der deutschen Dichtung gab es Nachbildungen der klassischen Strophenformen durch Klopstock, Hölderlin und zahlreiche andere.

## Strophenformen
Bei den asklepiadeischen Strophen werden fünf, gelegentlich auch nur drei Formen unterschieden, je nachdem, ob man die beiden monostichischen Formen (1. und 5.) dazu zählt oder nicht.
Die ersten vier Formen bestehen aus kleinem Asklepiadeus, 2. Glykoneus und 2. Pherekrateus, wobei die beiden letzteren Versmaße als Verkürzungen des kleinen Asklepiadeus betrachtet werden können. Der große Asklepiadeus erscheint nur monostichisch in der 5. Form.

### Erste asklepiadeische Strophe
Die Strophe ist monostichisch und besteht aus vier kleinen Asklepiadeen (4 × asmi). Das Schema ist:
———◡◡— | —◡◡—◡◠

———◡◡— | —◡◡—◡◠

———◡◡— | —◡◡—◡◠

———◡◡— | —◡◡—◡◠
Als Beispiel für diese Form die ersten Verse der ersten Horazischen Ode:
Maecenas atavis edite regibus,

o et praesidium et dulce decus meum:

sunt quos curriculo pulverem Olympicum

collegisse iuvat metaque fervidis

evitata rotis palmaque nobilis.

terrarum dominos evehit ad deos

hunc, si mobilium turba Quiritium

certat tergeminis tollere honoribus […]
Eine konventionelle Übersetzung dieser Verse lautet:
O Maecenas, entstammt Fürsten aus alter Zeit,

Du mein schützender Hort, liebender Genius!

Da sind, die es ergötzt, wenn in Olympias

Bahn sie sammelten Staub, und so das glühende

Rad umbeugte das Ziel, ziehet der Palmenzweig

Die Beherrscher der Welt auf zu der Götter Thron.

Den freut's, wenn sich bestrebt schwankes Quiritenvolk,

Aufzuschwingen zu dreifaltigen Ehren ihn
Eine deutlich unkonventionellere Nachbildung dieses Horazischen Gedichts stammt aus dem Horatius travestitus von Christian Morgenstern, der sie folgendermaßen sehr frei übersetzte:
Hoher Protektor und Freund, Edler von Gönnersheim,

was doch alles der Mensch auf seiner Erde treibt! ...

Dieser fegt auf dem Rad über die Rennbahn, und

platzt der Gummischlauch nicht, geht er zuerst durchs Ziel.

Welcher Tag für den Mann, wenn ihm das Comité

die Medaille verleiht, Meisterschaft zuerkennt!

Jenen wieder erfreut's, wenn ihn der Wähler Schar

an das berühmte Büfett unseres Reichstags schickt.
Weitere Beispiele der stichischen Verwendung des kleinen Asklepiadeus sind bei Horaz carmina III,30 und IV,8, außerdem findet er sich in den Tragödien Senecas und bei spätlateinischen Dichtern wie Prudentius und Martianus Capella.

### Zweite asklepiadeische Strophe
Die Strophe besteht aus drei kleinen Asklepiadeen und einem 2. Glykoneus, der durch Wegfall der Zäsur und eines Chorjambus entsteht (3 × asmi / gl2). Das Schema ist:
———◡◡— | —◡◡—◡◠

———◡◡— | —◡◡—◡◠

———◡◡— | —◡◡—◡◠

———◡◡—◡◠
Als Beispiel der Anfang der Horazischen Ode I,24:
Quis desiderio sit pudor aut modus

tam cari capitis? praecipe lugubris

cantus, Melpomene, cui liquidam pater

vocem cum cithara dedit.
Die Strophenform ist in der lateinischen Dichtung nur bei Horaz belegt und dort in den Oden I,6; I,15; I,24; I,33; II,12; III,10; III,16; IV,5 und IV,12.
Im Deutschen wird der Vers meist mit unbetonter zweiter Silbe nachgebildet. So zum Beispiel bei Friedrich Gottlieb Klopstock in Friedrich der Fünfte:
Welchen König der Gott über die Könige

Mit einweihendem Blick, als er geboren ward,

Sah vom hohen Olymp, dieser wird Menschenfreund

Seyn, und Vater des Vaterlands!

### Dritte asklepiadeische Strophe
Die Strophe besteht aus zwei kleinen Asklepiadeen, einem 2. Pherekrateus und einem 2. Glykoneus (asmi / asmi / pher2 / gl2). Das Schema ist:
———◡◡— | —◡◡—◡◠

———◡◡— | —◡◡—◡◠

———◡◡—◠

———◡◡—◡◠
In der lateinischen Dichtung wiederum nur bei Horaz und dort in den Oden I,5; I,14; I,21; I,23; III,7; III,13 und IV,13. Das folgende Beispiel aus IV,13:
Audivere, Lyce, di mea vota, di

audivere, Lyce: fis anus et tamen

vis formosa videri

ludisque et bibis inpudens
Pherekrateus und Glykoneus sind durch Synaphie verbunden. Beide Versformen kann man als Verkürzungen des kleinen Asklepiadeus interpretieren. Der Glykoneus entsteht durch Wegfall eines Chorjambus, der Pherekrateus aus diesem durch weiteren Wegfall einer Kürze.
Diese Strophenform ist die im Deutschen bei weitem am häufigsten nachgebildete. Bekannt ist Klopstocks Der Zürchersee, vor allem dessen erster Vers:
Schön ist, Mutter Natur, deiner Erfindung Pracht,

Auf die Fluren verstreut, schöner ein froh Gesicht,

Das den großen Gedanken

Deiner Schöpfung noch einmal denkt.
Ein weiteres Beispiel ist Ludwig Höltys Die Mainacht, hier die zweite Strophe:
Selig preis' ich Dich dann, flötende Nachtigall,

Weil Dein Weibchen mit Dir wohnet in einem Nest,

Ihrem singenden Gatten

Tausend trauliche Küsse giebt.
Gegenüber dem Beispiel bei Klopstock zeigt sich bei Hölty im Vergleich das Bemühen, das antike Versmaß möglichst genau nachzubilden, indem etwa die ersten beiden Silben dem Spondeus sich nähern („Se-lig“, „Weil Dein“, „Ih-rem“, „Tau-send“).
Bei Friedrich Hölderlin ist die 3. asklepiadische Strophe nach der alkäischen Strophe die am häufigsten nachgebildete, zum Beispiel in Heidelberg, Sokrates und Alcibiades und wie hier in dem zweistrophigen Gedicht Abbitte:
Heilig Wesen! gestört hab ich die goldene

Götterruhe dir oft, und der geheimeren,

Tiefern Schmerzen des Lebens

Hast du manche gelernt von mir.

O vergiß es, vergib! gleich dem Gewölke dort

Vor dem friedlichen Mond, geh ich dahin, und du

Ruhst und glänzest in deiner

Schöne wieder, du süßes Licht!
Als weiteres Beispiel wäre zu nennen Josef Weinhebers Ode an die Buchstaben.
Im Englischen hat William Collins in seiner Ode to Evening sich der Strophenform angenähert:
Now air is hushed, save where the weak-ey'd bat

With short shrill shriek flits by on leathern wing,

Or where the beetle winds

His small but sullen horn
An den genommenen Lizenzen vor allem im zweiten Vers sind die Schwierigkeiten der Nachbildung dieser Versform im Englischen ablesbar. Milton sagt von seiner Übersetzung der Horazischen Ode I,5, sie sei „Rendred almost word for word without rhyme according to the Latin measure, as near as the language will permit“:
What slender Youth bedew'd with liquid odours

Courts thee on roses in some pleasant cave,

Pyrrha? For whom bind'st thou

In wreaths thy golden Hair[…]?

### Vierte asklepiadeische Strophe
Die Strophe besteht aus zwei Verspaaren, gebildet aus 2. Glykoneus und kleinem Asklepiadeus (gl2 / asmi / gl2 / asmi). Das Schema ist:
———◡◡—◡◠

———◡◡— | —◡◡—◡◠

———◡◡—◡◠

———◡◡— | —◡◡—◡◠
Die Strophe findet sich bei Horaz in I,3; I,13; I,19; I,36; III,9; III,15; III,19; III,24; III,25; III,28; IV,1 und IV,3. Das folgende Beispiel aus III,19:
Quantum distet ab Inacho

Codrus pro patria non timidus mori

narras et genus Aeaci

et pugnata sacro bella sub Ilio
In der deutschen Dichtung hat diese Strophe unter anderem Josef Weinheber nachgebildet.  Sein Gesang vom Manne (1), erste Strophe:
Weite Meere aus Blut, im Ohr

brausend dumpfen Gesang, Sturm um die Stirn. Die Bucht

grau der Tränen, das Inselreich

fern geschaut, nur im Traum näher und spät erkannt.
Zur stichischen Verwendung des Verspaares aus 2. Glykoneus und kleinem Aklepiadeus siehe den Artikel zum Distichon.

### Fünfte asklepiadeische Strophe
Die Strophe ist monostichisch und besteht aus vier großen Asklepiadeen (4 × asma). Das Schema ist:
———◡◡— | —◡◡— | —◡◡—◡◠

———◡◡— | —◡◡— | —◡◡—◡◠

———◡◡— | —◡◡— | —◡◡—◡◠

———◡◡— | —◡◡— | —◡◡—◡◠
Sehr bekannt ist die Horazische Ode I,11, in der sich die zum geflügelten Wort gewordene Wendung carpe diem im letzten Vers findet:
Tu ne quaesieris, scire nefas, quem mihi, quem tibi

finem di dederint, Leuconoe, nec Babylonios

temptaris numeros. ut melius, quidquid erit, pati.

seu pluris hiemes seu tribuit Iuppiter ultimam,

quae nunc oppositis debilitat pumicibus mare

Tyrrhenum: sapias, vina liques et spatio brevi

spem longam reseces. dum loquimur, fugerit invida

aetas: carpe diem quam minimum credula postero.
Erneut eine Morgensternsche Übersetzung als Beispiel für eine Nachbildung im Deutschen:
Laß das Fragen doch sein! sorg dich doch nicht über den Tag hinaus!

Martha! geh nicht mehr hin, bitte, zu der dummen Zigeunerin!

Nimm dein Los, wie es fällt! Lieber Gott, ob dies Jahr das letzte ist,

das beisammen uns sieht, oder ob wir alt wie Methusalem

werden: sieh's doch nur ein: das, lieber Schatz, steht nicht in unsrer Macht.

Amüsier dich, und laß Wein und Konfekt schmecken dir wie bisher!

Seufzen macht mich nervös. Nun aber Schluß! All das ist Zeitverlust!

Küssen Sie mich, m'amie! Heute ist heut! Après nous le déluge!